# サパティスタの反乱
サパティスタの反乱（サパティスタのはんらん）とは1994年1月1日にメキシコチアパス州ラカンドンでサパティスタ民族解放軍が起こした反乱。この日は北米自由貿易協定が発効する日であった。

## 概要

### 前史
1980年代末より、コーヒー価格の暴落やメキシコ憲法第27条の改正、農園主が雇った白色警備隊による右翼テロの横行など、チアパスで暮らす先住民(インディオ)にとって抑圧的な状況が続いていた。
そして1994年、NAFTAによって貿易関税が消失すると、チアパスのトウモロコシ農業が安いアメリカ産の流通により壊滅状態に陥る可能性が勃発し、それに反発する先住民達によってサパティスタ民族解放軍が結成。サパティスタはチアパス州ラカンドンにおいて武装蜂起を行い、監獄や兵舎を襲撃した。
1994年1月1日、約800人のEZLNゲリラはまずサンクリストバル、つづいてオコシンゴ、アルタミラーノ、ラス・マルガリータスなどの町々を占拠した。

### 交戦
サパティスタは3000人ほどの、貧弱な武装をした先住民のゲリラに過ぎなかったものの、政府側はメキシコ軍を派遣して包囲攻撃を行い、徹底的な鎮圧を図った。サパティスタが潜伏しているとみられる先住民の集落に対し空爆を行い、その後特殊部隊が派遣され、ゲリラ達を次々と掃討していった。これらの戦闘は、合計12日間続いた。
メキシコ軍の攻撃により、サパティスタ側に150人近い犠牲者が出た。

### 休戦
しかし、メキシコ都市部の市民がこの反乱に注目すると、メディアや大規模な街頭行動を通じて、交戦双方への休戦を呼びかけた。これを受けて政府側は停戦を宣言し、サパティスタ側も対話路線に転換を図った。

### 政治交渉
- 1996年　メキシコ政府との間で「サンアンドレスの合意」締結（先住民の権利と文化の尊重を約束）[4]
- 1997 白人・混血のメキシコ市民の有力な支援組織が発足[5]
RCACZ（「サパティスタの大義」支援市民ネットワーク）
FZLN（サパティスタ民族解放戦線）
- 1999年3月10日　メキシコ市の中央広場でEZLNと支持者による草の根市民集会[6]
- 2001年　「先住民の尊厳のための行進」（下記の各項を要求）[7]
  1. 「サンアンドレス合意」の実現
  2. 先住民の諸権利の尊重と法制化
  3. 政府側からの軍事圧力の停止
  4. 拘留されているサパティスタ構成員の釈放
- 2001年3月11日　メキシコ市の中央広場で「８万人」（主催者発表）の市民が上記行進を出迎え。EZLN代表は、市民の前で「国会において自らの立場と意見を表明し、議員たちと直接に意見交換を行う機会」を要求[8]。
- 2001年3月28日　サパティスタの先住民司令官たちが、国会において「目出し帽とゲリラ服」姿でEZLNの思想と要求を表明[9]